# 聞伯异
聞伯异，浙江台州府天台縣人，明朝政治人物、進士出身。
鄉試十三名。洪武四年，會試四十二名，登進士三甲，授濟南府沾化縣縣丞。